# Eclipophleps similis
Eclipophleps similis är en insektsart som beskrevs av Leo L. Mishchenko 1951. Eclipophleps similis ingår i släktet Eclipophleps och familjen gräshoppor. Inga underarter finns listade i Catalogue of Life.